# Hatz TL 12
Der Hatz TL 12 ist ein Traktormodell der Motorenfabrik Hatz, das zwischen 1954 und 1961 produziert wurde. Es gehört zur TL-Serie und war für landwirtschaftliche Klein- und Nebenerwerbsbetriebe als günstiger Universalschlepper konzipiert. Von 1957 bis 1959 wurde parallel der nahezu baugleiche TL 12 P hergestellt. Dieses Modell unterschied sich vom TL 12 im Grunde nur durch das etwas feiner abgestimmte Getriebe. Hatz baute vom TL 12 insgesamt 1001 Exemplare und vom TL 12 P 570 Exemplare.

## Technische Daten
Der Traktor hat einen luftgekühlten 1-Zylinder-Dieselmotor vom Typ E 89 FG aus hauseigener Produktion mit einem Hubraum von 668 cm³ und einer Leistung von 12 PS. Die Bohrung beträgt 90 mm und der Hub 105 mm. Ist das Getriebe beim TL 12 mit vier Vorwärtsgängen und einem Rückwärtsgang noch etwas einfacher gestaltet, so verwendete Hatz beim TL 12 P ein feiner abgestimmtes ZF-Gruppengetriebe vom Typ A4 mit sechs Vorwärts- und zwei Rückwärtsgänge sowie Mittelschaltung und Differentialsperre. Sowohl der TL 12 als auch der TL 12 P erreichen eine Höchstgeschwindigkeit von 18 km/h.
Beide Modelle sind 2570 mm lang, 1470 mm breit und 1470 mm lang. Das Gewicht liegt je nach Modell und Ausstattung zwischen 785 und 945 kg. Die Spurweite beträgt vorne 1250 mm und hinten 1500 mm.